# Tonj
Pour les articles homonymes, voir Tong (homonymie).
Pour les articles ayant des titres homophones, voir Tongue et Thongue.
Tonj ou Tong est une ville du Soudan du Sud située sur la rivière Tonj, dans l'État du Warab.

## Lee Tae-seok
Le Dr. Lee Tae-seok, de nationalité sud-coréenne a travaillé à Tonj en tant que missionnaire catholique. Il était médecin et instituteur et entièrement dévoué à la cause des habitants. Il travaillait à la léproserie de la bourgade. Il a fait ouvrir à Tonj une école, le dispensaire hospitalier Don Bosco et la première formation musicale de cuivres du pays, apportant une certaine renommée à Tonj. Il est mort du cancer en 2010 et la chaîne de télévision coréenne KBS travaille en son hommage à un projet humanitaire intitulé « Smile, Tonj », pour reconstruire la ville, détruite par la guerre civile sud-soudanaise.